# Jordan 198
El Jordan 198 fue el coche de Fórmula 1 con el que el equipo Jordan compitió en la temporada 1998 de Fórmula 1. Fue conducido por el campeón mundial de 1996 Damon Hill, que había pasado del Arrows, y Ralf Schumacher, que estaba en su segunda temporada con el equipo. El piloto de pruebas Pedro de la Rosa también condujo el Jordan 198 durante las sesiones de prueba en 1998.

## Descripción general
El 198 funcionó de manera prometedora en las pruebas de pretemporada, sin embargo, el coche tuvo problemas en la primera parte de la temporada. Damon Hill se quejó de subviraje y el motor Mugen Honda tenía poca potencia. Después de que Jordan no lograra anotar un punto en la primera mitad de la temporada, Gary Anderson dejó el equipo y Eddie Jordan contrató a Mike Gascoyne para remodelar el coche. Se realizaron numerosas mejoras en la suspensión, el alerón delantero y el piso del 198, mientras Mugen desarrollaba el motor. Un mayor trabajo de desarrollo de neumáticos por parte de Goodyear permitió al equipo disfrutar de un resurgimiento, sumando puntos en cada carrera menos una en la segunda mitad de la temporada. Esto incluyó que Hill consiguiera su primera victoria en F1 en el Gran Premio de Bélgica, con Schumacher en segundo lugar. Schumacher también terminó tercero en Italia, mientras que Hill fue cuarto en tres ocasiones. El equipo finalmente terminó cuarto en el Campeonato de Constructores con 34 puntos, cuatro detrás de Williams en tercer lugar y uno por delante de Benetton en quinto.

## Resultados
(Clave) (negrita indica pole position) (cursiva indica vuelta rápida)

| Año     | Motor           | Neu. | N.º | Pilotos         | 1   | 2   | 3   | 4   | 5   | 6   | 7   | 8   | 9   | 10  | 11  | 12  | 13  | 14  | 15  | 16  | Puntos | Pos. |
| ------- | --------------- | ---- | --- | --------------- | --- | --- | --- | --- | --- | --- | --- | --- | --- | --- | --- | --- | --- | --- | --- | --- | ------ | ---- |
| 1998    | Mugen-Honda V10 | G    |     |                 | AUS | BRA | ARG | SMR | ESP | MON | CAN | FRA | GBR | AUT | GER | HUN | BEL | ITA | LUX | JPN | 34     | 4.º  |
| 1998    | Mugen-Honda V10 | G    | 9   | Damon Hill      | 8   | DSQ | 8   | 10  | Ret | 8   | Ret | Ret | Ret | 7   | 4   | 4   | 1   | 6   | 9   | 4   | 34     | 4.º  |
| 1998    | Mugen-Honda V10 | G    | 10  | Ralf Schumacher | Ret | Ret | Ret | 7   | 11  | Ret | Ret | 16  | 6   | 5   | 6   | 9   | 2   | 3   | Ret | Ret | 34     | 4.º  |
| Fuente: |                 |      |     |                 |     |     |     |     |     |     |     |     |     |     |     |     |     |     |     |     |        |      |